# Stade Oreste-Granillo
Le Stadio Oreste Granillo est le stade communal de Reggio de Calabre. Il est situé au sud de la ville et a une capacité de 27 454 places assises, le plus grand de la région Calabre. C'est le stade officiel du club de la ville, la Reggina Calcio.
Il porte le nom du Président de l'équipe Reggina 1914, promue en Serie B et maire de la ville de 1980 à 1982 (it), Oreste Granillo.
Le stade a été entièrement reconstruit en 1999.

## Histoire

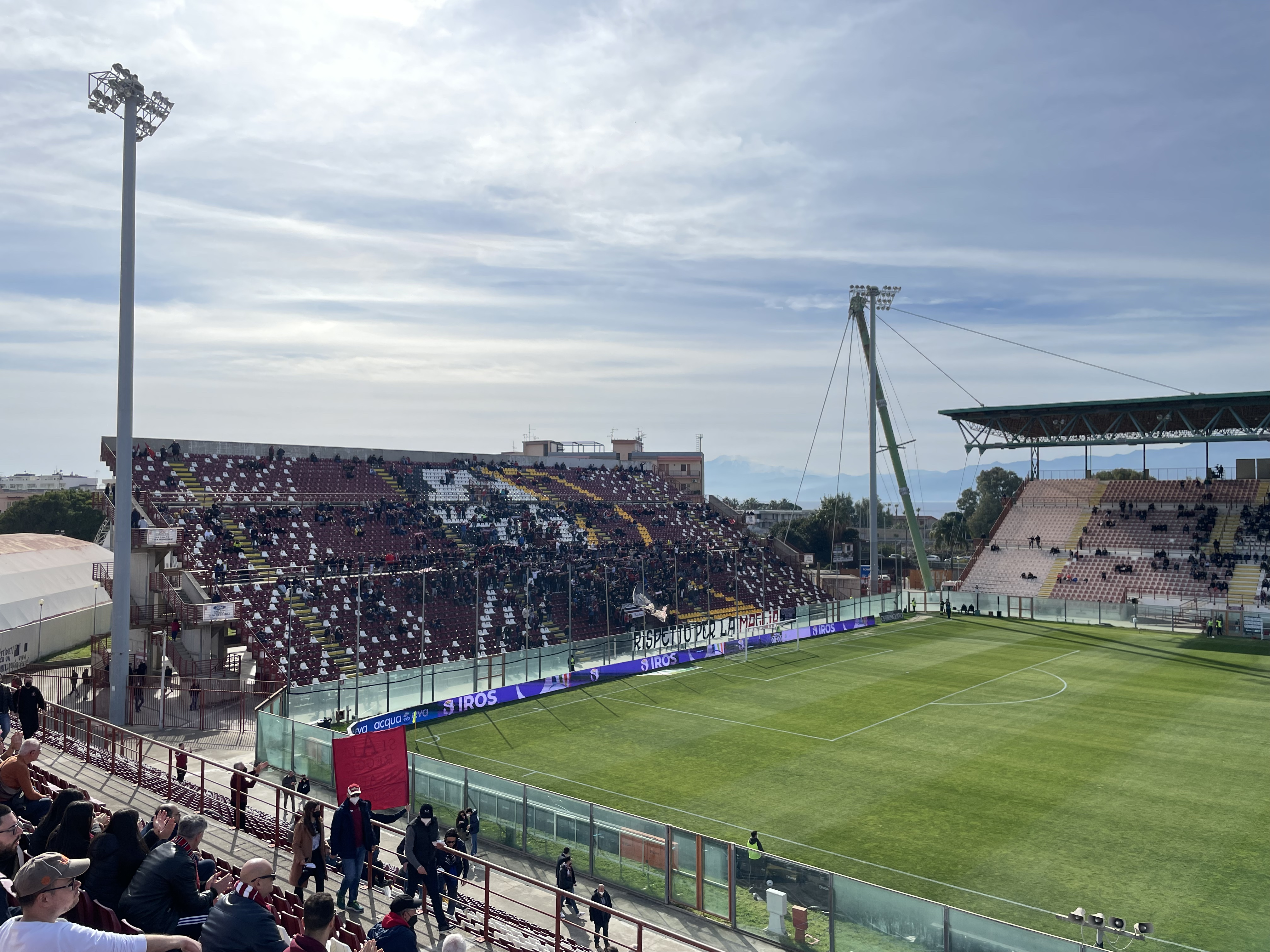
Le virage des tifosi amaranto de la Reggina dans le stade en 2022

C'est en 1932, que le Président de l'époque du club de football La Reggina, Giuseppe Vilardi, fait construire le stade Michele Bianchi, le premier véritable stade de la ville de Reggio de Calabre, à l'endroit précis où se trouve aujourd'hui le stade Granillo. Au cours des années suivantes, le "Stade Bianchi" a changé de nom à plusieurs reprises, jusqu'au nom actuel de Stadio Comunale.
Des travaux d'agrandissement ont été réalisés, dans les années 1960. La tribune a été couverte et dans les années 1980 le virage nord a été construit, cette partie de l'ouvrage n'existant pas dans la structure d'origine. Le stade pris alors une forme ovale avec une piste d'athlétisme intégrée portant sa capacité à 15 000 personnes.
Afin d'accueillir un nombre toujours croissant de "tifosi", l'ouvrage a été entièrement rénové et reconstruit par blocs à partir de 1997. La courbe sud a été démolie en premier, puis la courbe nord et les gradins et enfin la tribune couverte. La piste d'athlétisme a été supprimée. Le 18 septembre 1999, à l'occasion du deuxième match de Serie A (1999-2000) opposant la Reggina à la Fiorentina, le nouveau stade Oreste Granillo, entièrement reconstruit sur l'ancien "Michele Bianchi" a été inauguré.
En 2008, des améliorations ont été apportées à l'installation sportive, conformément aux directives de la FIGC, un nouveau tableau d'affichage électronique, un salon d'accueil dans la tribune ouest, deux tableaux d'affichage électroniques externes dans le virage nord, la réfection et agrandissement des vestiaires, une division de la tribune ouest en secteurs isolés avec de nouveaux sièges. La tribune ouest a été équipée pour accueillir des  personnes handicapées (PMR) et une terrasse.
Le stade Oreste Granillo a accueilli deux matches de l'équipe nationale italienne :
- match amical du 26 avril 2000 contre le Portugal (victoire italienne 2-0, buts de Iuliano et Totti), avec environ 25 000 spectateurs,
- match de qualification pour le Euro 2004 le 11 octobre 2003 contre l'Azerbaïdjan (victoire italienne 4-0 avec deux buts d'Inzaghi, un de Vieri et un de Di Vaio), devant 22 100 spectateurs[2].

## Structure

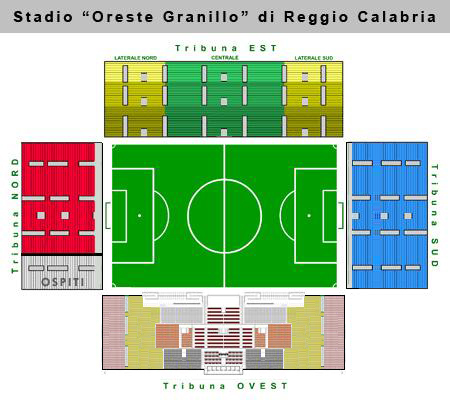
Schéma des tribunes du Stade Granillo

Les spectateurs du Stade Granillo disposent d'une excellente vue d'ensemble, les tribunes étant très proches du terrain, sans piste d’athlétisme. Elles sont réparties en quatre secteurs distincts (Nord - Sud - Est & Ouest). Les 27 500 places disponibles sont numérotées et équipées de sièges.
Pour se conformer à la nouvelle réglementation de la Lega Nazionale Professionisti Serie B, des travaux ont débuté en août 2019 pour remplacer tous les sièges de la tribune Est par des sièges avec dossiers. Ces sièges étant plus grands, la capacité du stade s'est trouvée réduite d'environ 1 200 places, tombant à 26 344 places.
En juillet 2020, d'autres travaux d'amélioration ont été engagés :
- réaménagement des virages Nord, Sud et invités VIP,
- nouvelle salle pour le VAR,
- nouveaux vestiaires,
- nouvelle infirmerie,
- vestiaire pour les arbitres féminins.

À la suite de ces interventions, la capacité totale est tombée à 22 868 sièges.

## Utilisation
Le Stade Oreste Granillo, outre l'équipe de football Reggina, accueille des compétions de l'équipe nationale italienne :
- Football - deux matches :
  - Italie-Portugal (2 - 0)[4] le 26 avril 2000,
  - Italie-Azerbaïdjan (4 - 0)[5] le 11 octobre 2003,
- Rugby - deux matches :
  - Italie-Tchécoslovaquie (49 - 9)[6] le 10 mai 1975,
  - Italie-Roumanie (10 - 10)[7] le 26 novembre 1977.